# Bernardito Auza
Bernardito Cleopas Auza (Talibon, 10 juni 1959) is een Filipijns geestelijke en een diplomaat van de Rooms-Katholieke Kerk.
Auza werd op 29 juni 1985 tot priester gewijd. Op 8 mei 2008 werd hij benoemd tot apostolisch nuntius voor Haïti en tot titulair aartsbisschop van Suacia. Zijn bisschopswijding vond plaats op 3 juli 2008.
Op 1 juli 2014 volgde de benoeming van Auza tot permanent vertegenwoordiger van de Heilige Stoel bij de Verenigde Naties. Op 16 juli 2014 werd hij tevens benoemd tot permanent vertegenwoordiger bij de Organisatie van Amerikaanse Staten.
Auza werd op 1 oktober 2019 benoemd tot apostolisch nuntius voor Andorra en Spanje.